# هانس فان بولو

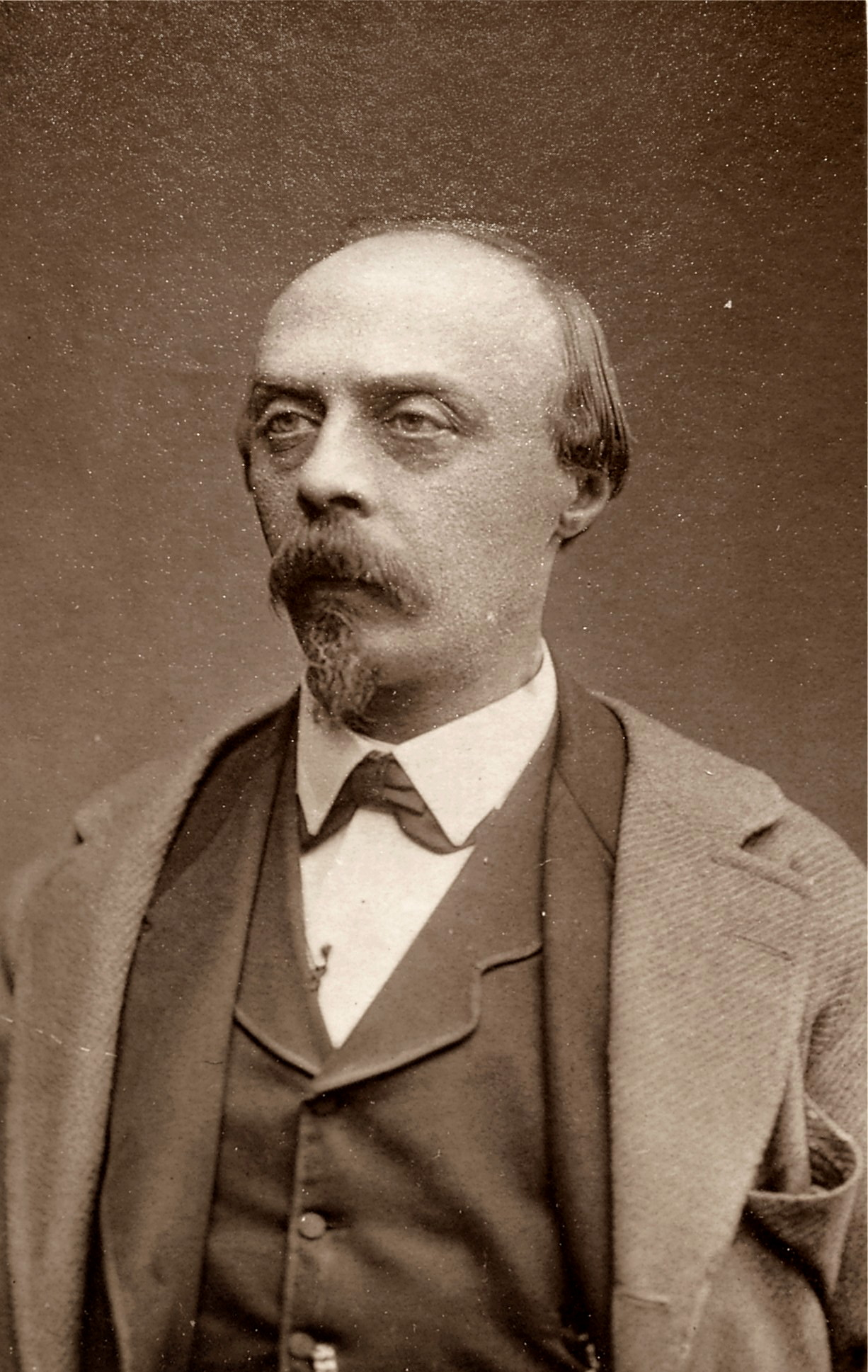
هانس فان بولو

هانس گیدو فان بولو (به آلمانی: Hans Guido von Bülow) (۸ ژانویه ۱۸۳۰–۱۲ فوریه 1894) رهبر ارکستر، آهنگساز و پیانیست چیره‌دست آلمانی دوران رمانتیک بود. به عنوان یکی از متمایز و برجسته‌ترین رهبرهای ارکستر قرن نوزدهم فعالیت او برای تثبیت موفقیت‌های چندین آهنگساز بزرگ آن زمان به ویژه ریچارد واگنر و یوهانس برامس، حیاتی بود. در کنار کارل تائوسیگ (Carl Tausig)، بولو شاید برجسته‌ترین شاگردان اولیه آهنگساز مجارستانی، پیانیست و رهبر ارکستر فرانتس لیست بود. او اولین اجرای عمومی سونات لیست را در بی مینور در سال ۱۸۵۷ انجام داد. او با کازیما دختر لیست آشنا شد، عاشق شد و در نهایت با او ازدواج کرد، که بعداً او را به واگنر ترک کرد. او که به دلیل تفسیر آثار لودویگ ون بتهوون مورد توجه قرار گرفت، یکی از اولین موسیقیدانان اروپایی بود که به ایالات متحده سفر کرد.

## زندگی و شغل

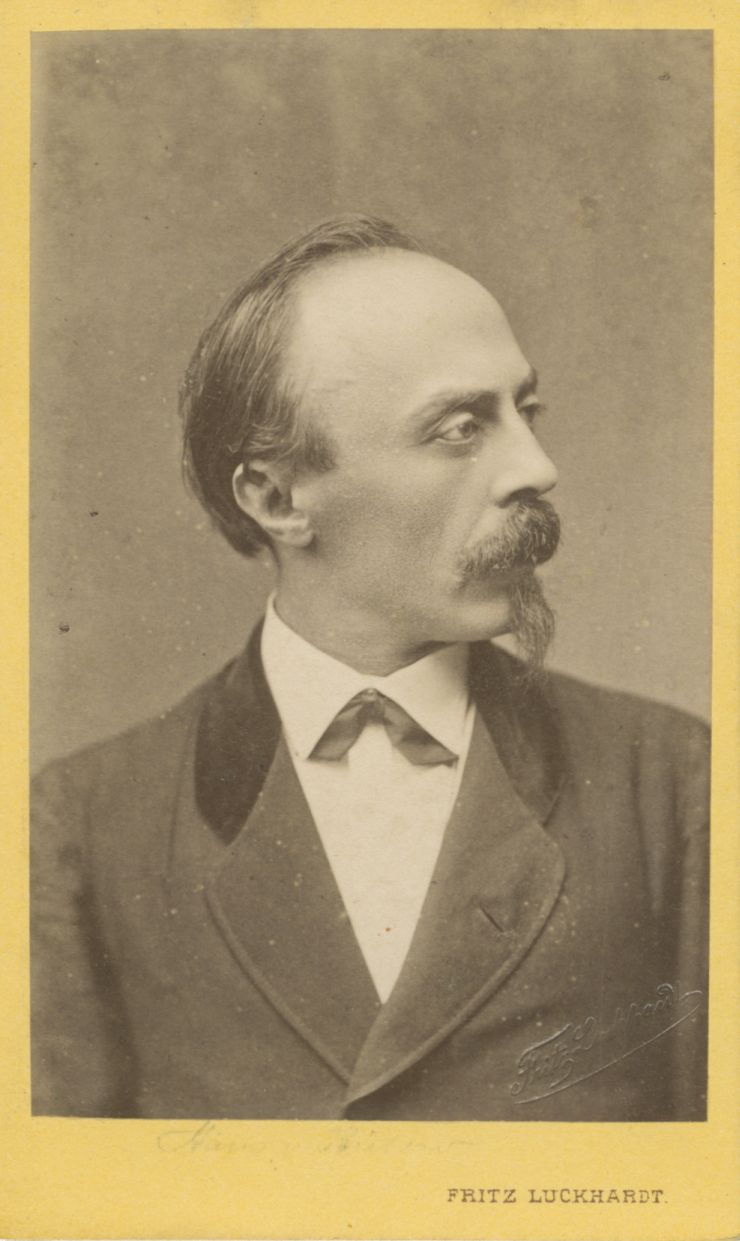
پرتره‌ای (با تاریخ نامشخص) از هانس فان بولو

بولو در درسدن در خانه ای با قدمت تاریخی متعلق به سلسله نجیب‌زادگان بولو (House of Bülow) متولد شد. او فرزند کارل ادوارد فان بولو (Karl Eduard von Bülow 1803–1853)رمان‌نویس و همسرش فرانزیسکا الیزابت استول فون برنک (۱۸۰۰–۱۸۸۸) بود. از نه سالگی شاگرد استاد فردریش ویک (پدر کلارا شومان) شده هرچند پدر و مادرش اصرار داشتند که او به جای موسیقی در رشته حقوق تحصیل کند و او را به لایپزیگ فرستادند. در آنجا با فرانتس لیست آشنا شد و با شنیدن آثاری از ریچارد واگنر - به ویژه اولین نمایش لوهنگرین در سال ۱۸۵۰ - تصمیم گرفت دستورها والدینش را نادیده بگیرد و به به حرفه موسیقی بپردازد. او پیانو را در لایپزیگ نزد معلم معروف لوئیس پلیدی (Louis Plaidy)آموخت و اولین شغل رهبری ارکستر خود را به توصیه واگنر در سال ۱۸۵۰ در زوریخ به دست آورد.
بولو شخصیتی به شدت تندخو، رک و زبانی تیز داشت. این موضوع باعث دور شدن و فاصله گرفتن بسیاری از موسیقیدانانی که او با آنها کار می‌کرد از وی می‌شد به همین دلیل از شغل خود در زوریخ اخراج شد، اما در همان زمان شروع به کسب شهرت به دلیل توانایی خود در رهبری ارکستر آثار جدید و پیچیده بدون پارتیتور کرد. در سال ۱۸۵۱، او شاگرد لیست شد و در سال ۱۸۵۷ با دخترش کازیما ازدواج کرد. آنها دو دختر داشتند: دانیلا متولد ۱۸۶۰ و بلاندینا متولد ۱۸۶۳. در طول دهه ۱۸۵۰ و اوایل دهه ۱۸۶۰ او به عنوان نوازنده پیانو، رهبر ارکستر و نویسنده فعال بود و در سراسر آلمان و روسیه به خوبی شناخته می‌شد. وی در سال ۱۸۵۷، سونات پیانو سی مینور لیست را در برلین اجرا کرد.

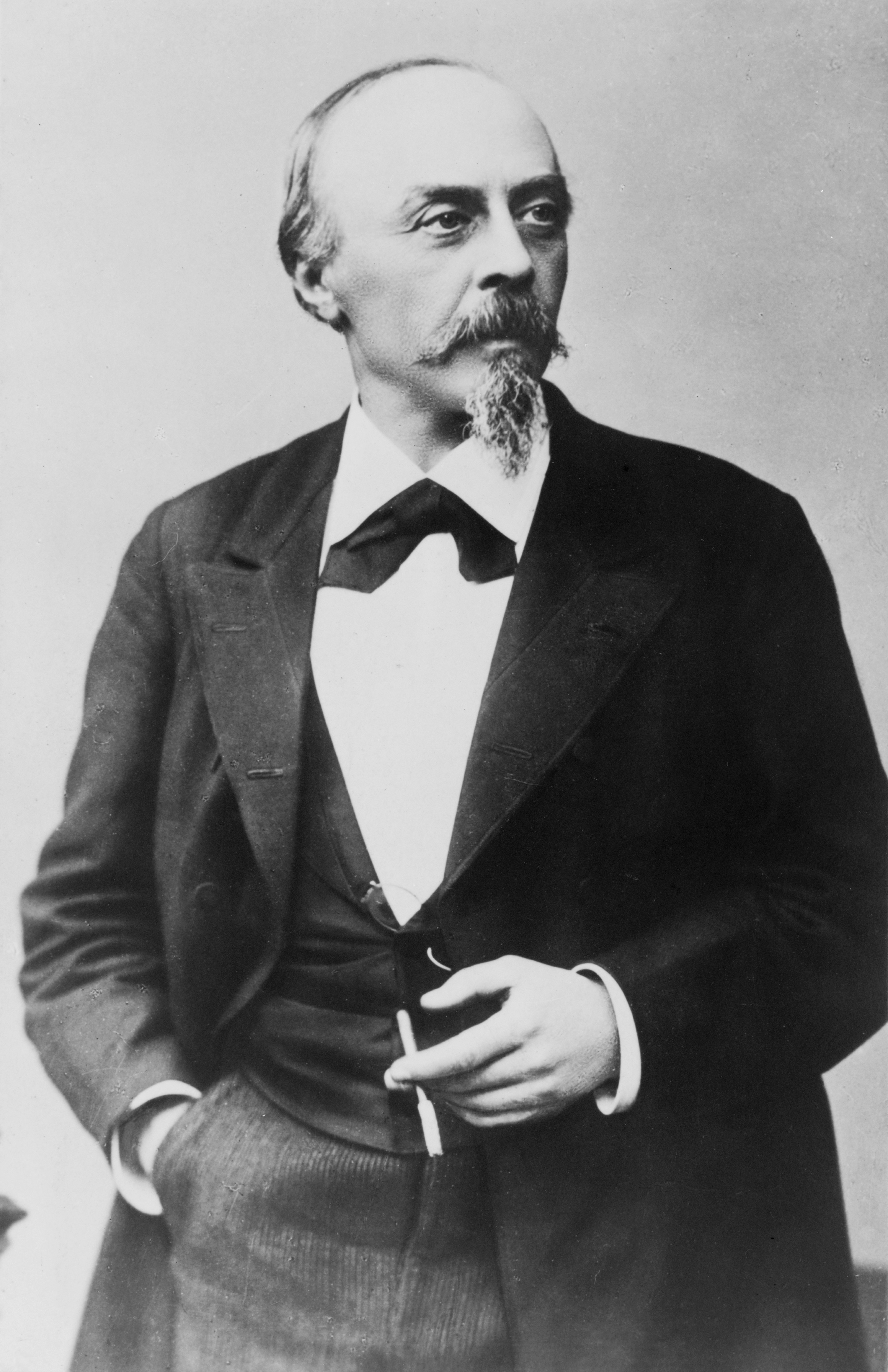
هانس فان بولو، حدود سال ۱۸۸۹

برخی از نوآوری‌های او در ارکستر شامل اضافه کردن سیم پنجم به کنترباس و پدال به ساز تیمپانی بود. تیمپانی پدالی از آن زمان به سازهای استاندارد ارکستر سمفونیک تبدیل شده‌است. تفاسیر دقیق، حساس و عمیق موسیقایی، او را به عنوان نمونه اولیه رهبران ارکستر برجسته ای مشهور کرد که بعدها شکوفا شدند. او همچنین یک روزنامه‌نگار موزیکال زیرک و شوخ بود.

#### مرگ
بولو از سردردهای مزمن عصبی رنج می‌برد که ناشی از تومور اعصاب رادیکولار گردن بود. پس از حدود سال ۱۸۹۰، سلامت روانی و جسمی او با مشکل مواجه شده و برای بهبودی به دنبال آب و هوای گرمتر و خشک‌تر بود. او ده ماه پس از آخرین اجرای کنسرت خود در ۶۴ سالگی در هتلی در قاهره مصر درگذشت.

## نقل قول‌ها
- «تنور صدای یک مرد نیست بلکه یک بیماری است.»[۳]
- خطاب به نوازنده ترومبون: «صدا یا تُن شما مانند آب گوشت کبابی است که از فاضلاب عبور می‌کند.»[۳]
- پس از دریافت حلقه گل: «من گیاهخوار نیستم.»[۳]
- «همیشه نت‌ها را در سر خود مرور و رهبری کنید، نه اینکه سر خود را در نت‌ها فرو کنید.»[۴]
- «باخ عهد عتیق و بتهوون عهد جدید موسیقی است.»
- "و در ابتدا ریتم بود."[۴]

## آثار
- 6 Lieder, Op. ۱
- Rigoletto-Arabesken, Op. 2
- Mazurka-Impromptu. Op. 4
- 5 Lieder, Op. ۵
- Invitation à la Polka, Op. 6
- Rêverie fantastique, Op. 7
- Song cycle Die Entsagende, Op. 8
- Overture and March to Shakespeare's Julius Caesar, Op. 10
- Ballade, Op. 11
- Chant polonais (after F. H. Truhn), Op. 12
- Mazurka-Fantasie, Op. 13
- Elfenjagd. Impromptu, Op. 14
- Des Sängers Fluch, Ballad for orchestra, Op. 16
- Rimembranze dell'opera Un ballo in maschera, Op. 17
- Trois Valses caractéristiques, Op. 18
- Tarantella, Op. 19
- Nirvana: symphonisches Stimmungsbild, Op. 20
- Il Carnevale di Milano, piano, Op. 21
- Vier Charakterstücke, orchestra, Op. 23
- Two Romances, Op. 26
- Lacerta. Impromptu, Op. 27
- Königsmarsch, Op 28
- 5 Gesänge for mixed choir, Op. 29
- 3 Lieder von August Freiherrn von Loen, Op. ۳۰